# Цепелин
Цепелин (нем. Zepelin) — община в Германии, в земле Мекленбург-Передняя Померания.
Входит в состав района Гюстров. Подчиняется управлению Бютцов Ланд. Население составляет 465 человек (2009); в 2003 г. - 526. Занимает площадь 22,36 км².